# 왕질경이

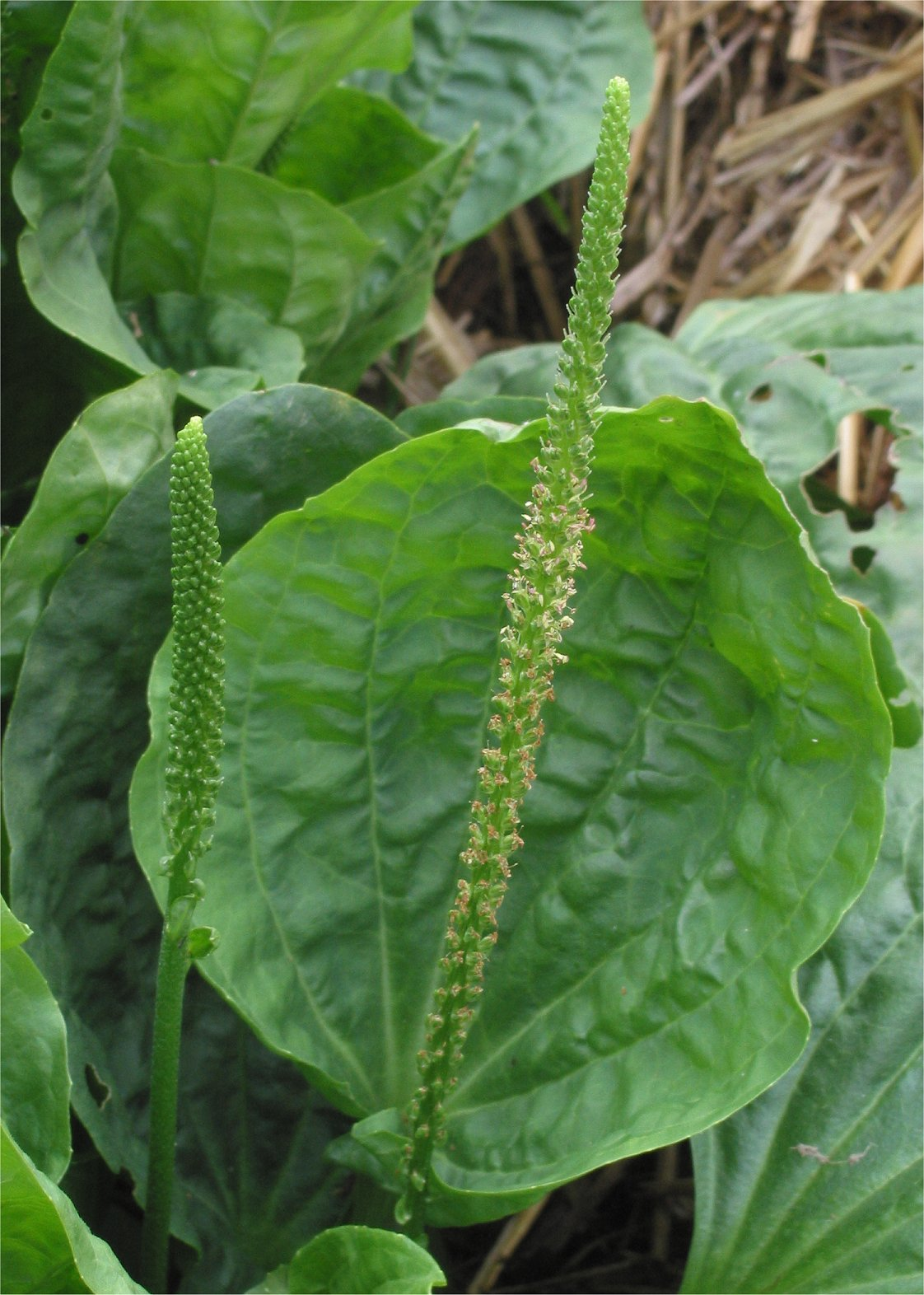

왕질경이 또는 플란타고 메이저(Plantago major)는 질경이과(Plantaginaceae)에 속하는 속씨식물의 한 종이다. 이 식물은 유라시아가 원산지이다.
어리고 부드러운 잎은 날것으로 먹을 수 있으며, 오래되고 질긴 잎은 스튜에 넣어 끓여 먹을 수 있다.

## 설명
왕질경이는 초본 다년생 식물로, 지름이 15~30cm(6~12인치)이며, 드물게 지름이 70cm(28인치)에 달하는 로제트 모양의 잎을 가지고 있다. 각 잎은 타원형이며 길이 5~20cm(2~8인치), 너비 4~9cm(1+1⁄2~3+1⁄2인치)이고, 드물게 길이 30cm(12인치), 너비 17cm(7인치)에 달하며, 끝이 뾰족하고 가장자리가 매끄럽고 잎자루가 잎 자체 길이와 거의 같다. 잎 전체에 5~9개의 뚜렷한 맥이 있다. 꽃은 작고 녹갈색이며 보라색 수술이 있다. 꽃은 길이 5~15cm의 빽빽한 꽃대에서 자라고, 줄기는 높이 13~15cm이며 드물게는 높이 70cm까지 자란다.
질경이는 바람에 수분되며 주로 잎 위로 솟아 있는 길고 좁은 꽃대에 달린 씨앗으로 번식한다. 한 식물체당 최대 2만 개의 씨앗을 맺을 수 있는데, 이 씨앗은 매우 작고 타원형이며 쓴맛이 난다.

## 분류
왕질경이는 바나나의 일종인 플랜테인과 밀접한 관련이 없다.
세 가지 아종이 있다.
- Plantago major subsp. major.
- Plantago major subsp. intermedia (DC.) Arcang.
- Plantago major subsp. winteri (Wirtg.) W.Ludw.